# Aygue Longue
Die Aygue Longue (auch Loussy genannt) ist ein Fluss in Frankreich, der im Département Pyrénées-Atlantiques in der Region Nouvelle-Aquitaine verläuft. Sie entspringt an der Gemeindegrenze von Pau und Morlaàs, entwässert generell in nordwestlicher Richtung, zunächst zwischen der Stadt Pau und dem Flughafen Pau-Pyrenäen, und mündet nach rund 24 Kilometern an der Gemeindegrenze von Mazerolles und Momas als linker Nebenfluss in den Luy de Béarn.

## Orte am Fluss
(Reihenfolge in Fließrichtung)
- Pau
- Mazerolles